# Lengte waterlijn
De lengte waterlijn (Lwl) is de lengte van het schip op de waterlijn. Aan de hand van deze lengte wordt bijvoorbeeld de rompsnelheid bepaald.